# Miguelmonneus insolitus
Miguelmonneus insolitus – gatunek chrząszcza z rodziny kózkowatych i podrodziny zgrzypikowych. Jedyny przedstawiciel rodzaju Miguelmonneus.

## Zasięg występowania
Ameryka Południowa, występuje w stanach Amapá i Amazonas w płn. Brazylii.